# Alexandra Ledermann : Équitation Passion
Alexandra Ledermann : Équitation Passion, ou simplement Alexandra Ledermann, originellement intitulé Riding Star dans sa version internationale, est un jeu vidéo d'équitation, publié en 1998, en Amérique du Nord. En France, il est édité par Midas Interactive, et publié le 14 septembre 2000 ; il appartient à la série série Alexandra Ledermann.

## Système de jeu
Le joueur doit prendre soin de son cheval et l'entrainer pour des compétitions. Il existe trois différents types de concours : dressage, concours de sauts, et cross country. Il comprend aussi un événement organisé sur trois jours. Dans le mode championnat, le joueur et son cheval participent à diverses compétitions ; le joueur doit toujours garder un œil sur les performances et la santé de son cheval. 
Pendant les séances de soin du cheval, le joueur effectue tous ses mouvements avec la souris,. La version PlayStation comprend aussi un pointeur de souris, mais les mouvements sont effectués à l'aide du joystick de la manette. Sur la version PC, pendant les courses, le cheval est contrôlé grâce aux touches du claviers et la barre d'espace. En plus de concourir contre l'intelligence artificielle, le jeu possède un mode multijoueur.

## Accueil
Alexandra Ledermann : Équitation Passion est accueilli d'une manière mitigée par la presse spécialisée. Romendil de Jeuxvideo.com explique qu'il s'agit d'« un jeu à part qui a le mérite d'être original et qui permet à tous ceux qui en ont rêvé de vivre la carrière d'un cavalier professionnel. La réalisation a toutefois été négligée au profit d'un gameplay qui mise sur le timing et l'adresse, et le nombre réduit d'épreuves limite la durée de vie du soft. »